# Laar (Adelsgeschlecht)
Laar, van den Lare, v. Laar/Laer zu Laar(wald), ist der Name zweier, miteinander verwandten, niederadeligen Geschlechter, die in Laar (Grafschaft Bentheim) auf dem Gut Laar ansässig gewesen sind.

Wappen der Laar zu Laarwald und der Laar genannt von Heest

Wappen der Laar zu Laarwald aus dem Hause v. Salne

## Geschichte
Der erste dieser Familie soll Eilhard von Bentheim gewesen sein, der 1227 mit dem landtagsfähigen Gut Laar vom Utrechter Bischof Wilbrand von Oldenburg und dem Grafen von Bentheim belehnt wurde. Schon 1235 scheint dieser sich nicht mehr von Bentheim zu nennen, sondern von Sebelingen. Vermutlich weil zur selben Zeit, die Eigentümer der Bentheimer Herrschaft aus dem Hause Holland, Bentheim und deren zahlreichen Besitzungen in der näheren Umgebung in eine Grafschaft aufwerteten und dort ansässig wurden. Somit wurde der Name von Bentheim Synonym für die Grafen von Bentheim. Dieser Eilhard wird mit seinem Bruder Hunold von Bentheim 1209 als Burgmänner zu Bentheim genannt. Möglicherweise stammen diese Brüder ab von dem edelfreien Athelardus de Bentheim. Zudem wird vermutet, dass diese Familie ursprünglich Inhaber des Schüttorfer Freistuhls gewesen ist.
Die Familie Bentheim spaltete sich in zwei Linien auf. Die eine, von Sebelingen, die im 14. Jahrhundert ausstarb, die andere, genannt Laar, blieb ansässig auf dem Gut Laar, von der sich ein Zweig abspaltete der sich van Heest nannte und ansässig wurde auf den nicht landtagsfähigen Heest-Gütern im benachbarten Heesterkante.
1380 kam das Gut Laar in Besitz eines Engelbert von Salne, der mit der Erbtochter Jutta von Laar verheiratet war, sodass man annehmen muss, dass diese Linie von Laar keine männlichen Erbfolger mehr hatte. Dieser Engelbert gilt als Stifter der zweiten Familie von Laar zu Laar, die erst mit dem Bentheimer Gerichtsassessor Gerhard Heinrich von Laar am 12. Juli 1722 erlosch.

## Schematische Verzweigung der Familievon Bentheimin männlicher Linie
1. von Bentheim
  1. von Sebelingen
    1. von Sebelingen
      1. von Sebelingen

    2. von Laar
      1. von Laar
        1. Jutta von Laar ⚭ Engelbert von Salne

      2. von Heest
        1. N.N. von Heest? ⚭ Arnold von Brandlecht[8]

## Güter

Haus Laar um 1900

### Laar
- Gut Laar in Laar, in Lehen von 1227 bis 1380, zweite Familie von Laar aus dem Hause Salne von 1380 bis 1722. 1540 Entstehung des abgespalteten Gut Wolda.
- Gut Echteler, in Besitz der Familie von Laar aus dem Hause Salne von 1541 bis 1722.

### Heest
- Gut Große Heest in Heesterkante, in Besitz bis 1490.
- Gut Kleine Heest in Heesterkante, in Besitz bis in die zweite Hälfte des 15. Jahrhunderts.

### Sebelingen
- Hof Sebelingen in Suddendorf (Bentheim)[9]
- Hondeborg bei Borne (Overijssel, Niederlande)[10]
- Hof te Vlederinghe um 1350 in Ootmarsum (Overijssel, Niederlande)[11]

## Wappen
Das Wappen der ersten Familie von Laar zu Laar und der Familie von Laar, genannt Heest, ist in Gold ein dreilätziger, roter Turnierkragen.
Das Wappen der zweiten von Laar zu Laar aus dem Hause van Salne ist vertikal zwei geteilt: 1) in Gold ein rotes Ankerkreuz 2) in Gold ein dreilätziger, roter Turnierkragen.